# Лауперат
Лауперат (нем. Lauperath) — община в Германии, в земле Рейнланд-Пфальц. 
Входит в состав района Айфель-Битбург-Прюм. Подчиняется управлению Арцфельд.  Население составляет 104 человека (на 31 декабря 2010 года). Занимает площадь 5,77 км².

## Демография
| - 1815 – 124 - 1835 – 122 - 1871 – 158 - 1905 – 171 - 1939 – 171 - 1950 – 166 | - 1961 – 155 - 1965 – 172 - 1970 – 168 - 1975 – 155 - 1980 – 132 - 1985 – 121 | - 1987 – 123 - 1990 – 121 - 1995 – 132 - 2000 – 121 - 2005 – 117 |